# Dark Angel (série télévisée)
Pour les articles homonymes, voir Dark Angel.
Dark Angel ou L'Ange noir au Québec est une série télévisée de science-fiction américaine en un pilote de 83 minutes, 40 épisodes de 42 minutes et un épisode de 62 minutes, créée par James Cameron et Charles H. Eglee (en) et diffusée entre le 3 octobre 2000 et le 3 mai 2002 sur le réseau FOX, et en simultané au Canada sur le réseau CTV pour la première saison et sur le réseau Global pour la deuxième saison.
Au Québec, la série a été diffusée à partir du 30 août 2001 sur Ztélé, en France du 1er septembre 2001 au 30 novembre 2002 sur M6 dans le cadre de La Trilogie du Samedi puis rediffusée sur Téva entre 2002 et 2003, à partir du 2 novembre 2004 sur Fun TV, sur W9 en 2006 et à partir du 23 mars 2009 sur NT1 ; et en Belgique sur Club RTL entre 2002 et 2003.

## Synopsis
En 2009, dans le Wyoming, une trentaine d'enfants génétiquement modifiés, dotés de facultés physiques et intellectuelles surhumaines, tentent de s'échapper de Manticore, un complexe militaire visant à produire des super-soldats. Douze enfants parviennent à s'enfuir, les autres sont repris. Le colonel Lydecker se lance à la poursuite des fugitifs. 
Dix ans plus tard, les États-Unis sont devenus un pays du tiers-monde, à cause d'une impulsion électromagnétique due à une explosion nucléaire provoquée par une attaque terroriste, qui a détruit l'ensemble de leurs systèmes informatiques. Dans ce monde en ruines, l'une de ces enfants évadés, nommée X5-452 et surnommée Max, est toujours recherchée par Lydecker. 
Désormais âgée d'environ vingt ans, elle vit à Seattle, sous le nom de Max Guevara. Le jour, elle est coursière chez Jam Pony Express ; la nuit, elle se transforme en cambrioleuse, pour pouvoir payer un détective chargé de retrouver ses compagnons transgéniques qui se sont enfuis avec elle dix ans plus tôt. 
Lors d'un cambriolage, Max rencontre Logan Cale, un cyber-journaliste qui, sous le pseudonyme du « Veilleur » défie le pouvoir corrompu désormais en place à la tête des États-Unis. Tombé sous le charme de Max, Logan lui propose de l’aider à retrouver les autres évadés, et lui demande en échange de l’aider dans sa lutte pour un monde plus juste. Max va donc mettre à profit ses extraordinaires facultés physiques pour aider Logan à combattre ses ennemis.

## Accroche
Le générique des épisodes de la seconde saison débute avec l'accroche suivante :
« Elle a été conçue pour être le soldat parfait, une arme humaine. Puis, elle s'est évadée. Dans un avenir qui n'est pas si lointain et dans un monde en ruines, elle est hantée par son passé. Elle ne peut pas fuir. Elle doit se battre pour aller à la rencontre de son destin… »
(« They designed her to be the perfect soldier… a human weapon… then she escaped. In a future not far from now… in a broken world… she is haunted by her past. She cannot run, she must fight… to discover her destiny. »)

## Distribution

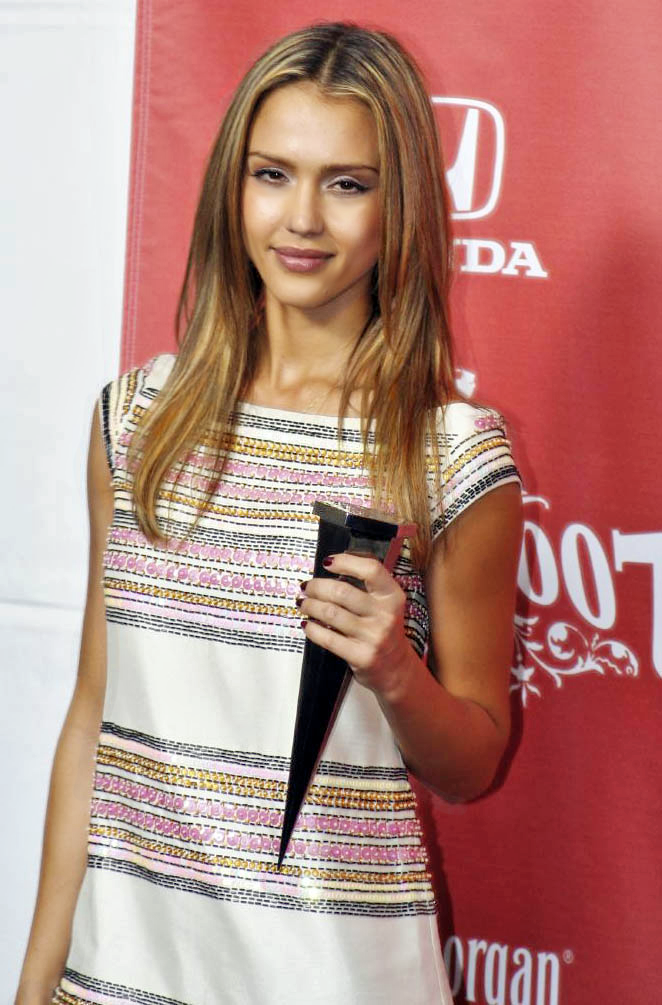
Jessica Alba (interprète de Max Guevara, l'héroïne de la série), ici en blonde aux cheveux raides. Max Guevara avait les cheveux frisés et noirs.

- Jessica Alba (VF : Barbara Delsol) : Max Guevara (X5-452) / Sam X5-453 (dans l'épisode 2-19 le clone)
- Michael Weatherly (VF : Xavier Fagnon) : Logan Cale / Le veilleur (Eyes Only en version originale)
- Richard Gunn (en) (VF : Guillaume Lebon) : Calvin « Sketchy » Theodore
- J. C. MacKenzie (en) (VF : Constantin Pappas) : Reagan « Normal » Ronald
- Valarie Rae Miller (VF : Vanina Pradier) : Cynthia « Original Cindy » McEachin
- Alimi Ballard (VF : Jérôme Rebbot) : Herbal Thought (saison 1)
- Jennifer Blanc (en) (VF : Laurence Crouzet) : Kendra Maibaum (saison 1, 13 épisodes)
- John Savage (VF : Hervé Jolly) : Colonel Donald Lydecker (saison 1, invité saison 2)
- Jensen Ackles (VF : Fabrice Josso) : Alec (X5-494) et Ben (X5-493) (saison 2, invité finale saison 1)
- Martin Cummins (VF : Maurice Decoster) : Ames White (saison 2)
- Kevin Durand (VF : Lucien Lucas) : Joshua (saison 2)
- Ashley Scott (VF : Laura Blanc) : Asha Barlowe (saison 2)
- William Gregory Lee : Zack X5 599 (récurrent saison 1, invité saison 2)

 Source et légende : version française (VF) sur RS Doublage

## Épisodes

### Première saison (2000-2001)
1. Un autre monde 1/2 (The Pilot 1/2)
2. Un autre monde 2/2 (The Pilot 2/2)
3. Tempérament de feu (Heat)
4. Dépendance (Flushed)
5. Les Mains sales (C.R.E.A.M.)
6. À tout prix (411 on the DL)
7. Génie génétique (Prodigy)
8. Le Mal par le mal (Cold Comfort)

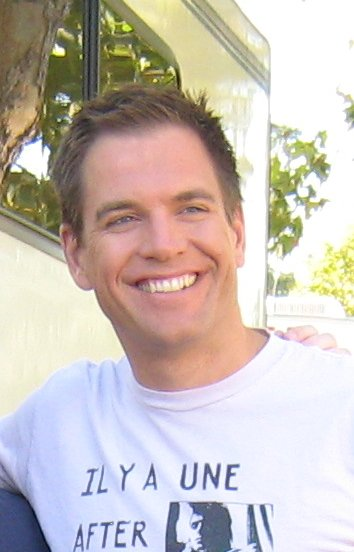
Michael Weatherly interprète de Logan Cale (alias Le veilleur).

9. Avis de recherche (Blah Blah Woof Woof)
10. L'habit ne fait pas le moine (Out)
11. Surveillance rapprochée (Red)
12. Charmante soirée (Art Attack)
13. Sans relâche (Rising)
14. Captures (The Kidz Are Aiight)
15. Instinct maternel (Female Trouble)
16. Havre de paix (Haven)
17. Grand Amour (Shorties in Love)
18. Prédateur (Pollo Loco)
19. Cible vivante (I and I Am a Camera)
20. Portée disparue (Hit a Sista Back)
21. Féline (Meow)
22. Dieu tout puissant (…and Jesus Brought a Casserole)

### Deuxième saison (2001-2002)
1. Le Prix de l'évasion (Designate This)
2. Liberté (Bag 'Em)
3. Codes-barres (Proof of Purchase)
4. Haute précision (Radar Love)
5. Nuit de folie (Boo)
6. Vengeance (Two)
7. Les Têtes d'acier (Some Assembly Required)
8. Dans les profondeurs de l'océan (Gill Girl)
9. L'Art et la manière (Medium Is the Message)
10. S1W (Brainiac)
11. Le Contrat Berrisford (The Berrisford Agenda)
12. 12 Heures de sursis (Borrowed Time)
13. Quarantaine (Harbor Lights)
14. Disciples (Love in Vein)
15. L'Ensorceleuse (Fuhgeddaboudit)
16. Immunité (Exposure)
17. Par amour (Hello, Goodbye)
18. Un après-midi de chien (Dawg Day Afternoon)
19. Le Clone (She Ain't Heavy)
20. Destinée (Love Among the Runes)
21. Vivre libre 1/2 (Freak Nation 1/2)
22. Vivre libre 2/2 (Freak Nation 2/2)

## Commentaires
James Cameron a été attaqué en justice pour plagiat par les créateurs de la bande dessinée (et de la série télévisée) Cybersix, dont le synopsis est extrêmement semblable. Ils ont dû abandonner les poursuites par faute de moyens.
- Max Guevara conduit une moto noire Kawasaki ZZR-250

- Le cinéaste James Cameron, cocréateur de la série, n'a réalisé qu'un seul épisode, le dernier, intitulé Vivre libre !.

Si Dark Angel a su rassembler une large communauté de fans, cela n'a pas suffi à empêcher son annulation après seulement deux saisons. L'une des raisons de cette fin anticipée serait financière[réf. nécessaire], les coûts de production étant élevés, notamment ceux des décors. La Fox souhaitait aussi financer une autre série de science-fiction, Firefly (2002), par Joss Whedon, le créateur de Buffy contre les vampires et d’Angel. Selon la Fox, les deux séries ne pouvaient pas coexister pour des raisons obscures, probablement surtout à cause du coût élevé de leurs effets spéciaux. Ironiquement, les fans ont perdu Dark Angel « pour rien », puisque Firefly a été annulée après 15 épisodes. Beaucoup de fans déçus pensent que Joss Whedon était une sorte de « chouchou de la Fox », et que la chaîne espérait faire autant de succès avec Firefly qu'avec Buffy. L'actrice Jessica Alba aurait même déclaré[Où ?][Quand ?] que la Fox avait remplacé Cameron par Whedon pour mieux imposer sa visions des choses, James Cameron étant très attaché à sa propre vision de la série, refusant notamment d'approfondir l'aspect « mutants » de la série pour se concentrer sur des sujets plus profonds.
Néanmoins, la série pose en effet de véritables questions sociales et politiques, et, plus généralement, renvoie à des questions existentielles communes. La première volonté du personnage de Max est sa liberté, liberté hypothétique du moins, puisque son ADN ne peut jamais être ignoré. De là vient la question de la marchandisation des corps et des progrès de la science à des fins militaires (les séries X ont des codes barres, comme n'importe quel produit commercialisable, et représentent des atouts militaires précieux). Un des principaux intérêts de cette série de science-fiction est en ce sens sa vraisemblance.
Cette erreur stratégique a en tout cas coûté de l'argent à la Fox[réf. nécessaire], qui a, en réponse, lancé sur le marché de nombreux coffrets VHS et DVD de la série.

## Produits dérivés

### Romansetnouvelles
L'écrivain Max Allan Collins a publié trois romans en rapport direct avec la série.
- Max Allan Collins, Avant l'aube (Before the Dawn), Fleuve noir, 2002

Developpe le passé de Max Guevara avant la série.
- Max Allan Collins, Le traître (Skin Game), Fleuve noir, 2003

Suite directe du dernier épisode de la série.
- Max Allan Collins, Après les ténèbres (After the Dark), Fleuve noir, 2003

Suite du précédent roman.

### Musiques
- La bande originale

1. Dark Angel Theme de Public Enemy et MC Lyte
2. My Neck, My Back de Khia
3. Trouble Again de John Forté et Tricky
4. No Dealz de MC Lyte
5. Bring It to Me de Samantha Cole (en)
6. Moving with U de Q-Tip
7. Candy de Foxy Brown et Kelis
8. Bad News de Damizza, Shade Sheist (en) et N.U.N.E.
9. The Life de Mystic
10. Somethin' About This Music de Abstract Rude et Tribe Unique
11. Things I've Seen de Spooks
12. The One de Niki Haris (en)
13. Bring It to Me (Dark Angel Remix) de Samantha Cole

- La musique au fil des épisodes

1. Killing Time de Hed PE
2. Hot Boyz (Remix Original Version) de Missy Elliott
3. Mission Improbable de The Herbaliser
4. One Minute Man de Missy Elliott
5. Moving With U de Q-Tip
6. Bartender de Hed Planet Earth
7. The Life de Mystic
8. Brick House de The Commodores
9. When I Shine de The Herbaliser
10. Chopin: Etude in E Major Op.10 n°3 de Daniel Pollack
11. Troubles de Alicia Keys
12. Clint Eastwood de Gorillaz
13. Back Up (Explicit Version) de Da Brat
14. Hot Boyz (LP Version) de Missy Elliott
15. Candy de Foxy Brown
16. Runnin' Out of Time (Explicite version) de Da Brat
17. Mystikal Fever de Mystikal
18. Atomic Dog (Original Extended version) de George Clinton
19. Fight Music de D-12
20. Smooth Chick (LP Version) de Missy Elliott
21. Something About This Music de Abstract Rude
22. The High Road de Swollen Members
23. Girlfriend Sistagirl de Mystic
24. Pull Over (Explicit LP Version) de Trina
25. Verdi: La donna è mobile de Luciano Pavarotti
26. Sibelius: Valse triste de Colin Davis
27. Tormented de Tech N9ne

- Dark Angel Score (composée par Joel McNeely)

1. Opening Escape
2. Flashback
3. Bicycle Ride (Dark Angel End Title)
4. Max's Eagle Eyes
5. Motorcycle To Laundromat
6. Nine at the Time
7. Break-In At Logan's
8. Max Leaves Logan's
9. Seizure Flashback
10. Max visits Theo
11. Good Old Days
12. Laundromat Attack
13. Statue Gift
14. The Mirror
15. Fencing The Statue
16. Alley Chat
17. Flashlight Sting
18. Theo's Dead
19. Seizures And Escape
20. Shootout Footage
21. Lydecker Meeting
22. Logan In Hospital
23. Max Saves Logan
24. Max Helps Lauren
25. Sonrisa's Mansion
26. Max Meets Sonrisa
27. Max Offers Lauren
28. Lauren talks
29. Max Gets the Money
30. You're The Whack
31. Bruno Shoots Max
32. Max To The Warehouse
33. Warehouse Rescue
34. Reunion
35. Theos Ashes
36. Max - Logan - Space Needle
37. Expanded Space Needle Theme (Unused)

### Jeux

#### Jeu de société
Dark Angel : X5 contre Manticore (2002)
Édité par Tilsit, de 2 à 5 joueurs pour une durée de 90 minutes. À partir de 8 ans.

#### Jeu vidéo
2002 : James Cameron's Dark Angel sur Xbox et PlayStation 2